# HDD Olimpija
HDD Olimpija je nekdanji  slovenski hokejski klub iz Ljubljane, ki je bil ustanovljen leta 1928 kot SK Ilirija. Domače tekme je igral v Hali Tivoli v Šiški.
V jugoslovanski ligi je Olimpija osvojila trinajst naslovov prvaka, v letih 1937 - 1941, 1972, 1974 - 1976, 1979, 1980, 1983, 1984. Od osamosvojitve Slovenije pa je Olimpija osvojila petnajst naslovov državnega prvaka, v letih 1995 - 2004, 2007, 2012 - 2014 in 2016. V alpski ligi, ki je potekala med sezonama 1991/92 in 1998/99, je Olimpija kot najboljši rezultat dosegla naslov podprvaka v sezoni 1996/97. V mednarodni hokejski ligi, ki je potekala med sezonama 1999/00 in 2005/06, je HK Olimpija dvakrat osvojila naslov prvaka, v sezonah 2000/01 in 2001/02. Od sezone 2007/08 je igral v ligi EBEL, kjer ima kot najboljšo uvrstitev naslov podprvaka.

## Zgodovina
Ime kluba
- SK Ilrija - 1928-1942
- HK Udarnik - 1946
- HK Triglav - 1947
- HK Enotnost - 1948
- HK Ljubljana - 1949-1961
- HK Olimpija Ljubljana - 1962-1984
- HK Olimpija Kompas - 1985-1990
- HK Olimpija Hertz - 1991-1998
- HDD ZM Olimpija - 2001-2008
- HDD Tilia Olimpija - 2008-2012
- HDD Telemach Olimpija - 2012-danes

### SK Ilrija
»Mladi divjaki so se podili križem po vsem drsališču ter preskakovali celo ograde. Ker so pri tem početju podirali otroke in starejše promenadne drsalce, so prihajale na upravni odbor SK Ilirije mnoge, povsem upravičene pritožbe. Po dolgem razglabljanju, kako rešiti ta problem, se je rodila končno naslednja zamisel: tem divjakom, perfektnim drsalcem, bomo preskrbeli hokejsko opremo in jim bomo v odrejenih jutranjih in večernih urah naložili tako izdaten trening, da bosta poslej zavladala na drsališču potreben red in mir.«

Viktor Vodišek o začetkih hokeja.
Pri SK Ilrija so leta 1928 kot prvi v Jugoslaviji začeli organizirano igrati hokej po kanadskih pravilih, prvo hokejsko opremo sta v Ljubljano z Dunaja prinesla Stanko Bloudek in Viktor Vodišek, hokejsko drsališče pa je bilo zgrajeno pod Cekinovim gradom na teniških igriščih Ilirije. Ker niso imeli nasprotnika, so si ga organizirali sami v Kamniku in z njimi je SK Ilrija 7. februarja 1932 odigrala prvo hokejsko tekmo v Jugoslaviji, na kateri je SK Ilrija zmagala z rezultatom 15:1. Tekma je bila pripravljalna za premiero pred domačim občinstvom. SK Ilrija je namreč 21. februarja 1932 odigrala prvo, tudi mednarodno, tekmo slovenskega kluba proti avstrijskemu klubu KAC iz Celovca, ki je pred tisoč gledalci zmagal z 1:12. Leta 1934 je Ilirija odigrala prvo tekmo na tujem, v Bukarešti jo je premagala romunska reprezentanca. Istega leta je bil na Bledu prirejen prvi pomembnejši jugoslovanski mednarodni hokejski turnir, ki so se ga udeležili klubi SK Ilirija, WEV iz Dunaja, VSV iz Beljaka in FTC iz Budimpešte, SK Ilirija pa se je udeleževala tudi hokejskih turnirjev v tujini.
Leta 1937 je ustanovljena Jugoslovanska zveza za drsanje in hokej na ledu (JZDHL), ki je za prvaka v sezonah 1937 in 1938 razglasila SK Ilrijo kot edini pravi jugoslovanski hokejski klub. SK Ilrija je leta 1939 kot Jugoslovanska hokejska reprezentanca nastopila na Svetovnem hokejskem prvenstvu v švicarskem Zürichu, kjer je s porazoma proti Češkoslovaški, Švici in Latviji in neodločenim izidom proti Belgiji zasedla predzadnje, trinajsto mesto. Istega leta so nastopili še na turnirju v Bukarešti, kjer so dosegli prvo mednarodno zmago Jugoslovanske reprezentance, s 4:2 nad Nizozemsko. Leta 1939 je bilo odigrano prvo Jugoslovansko hokejsko prvenstvo v Ljubljani, kjer je SK Ilirija osvojila naslov prvaka v konkurenci še treh zagrebških hokejskih klubov (ZKD, HAŠK, Marathon), uspeh je proti istim nasprotnikom ponovila tudi naslednje leto v Zagrebu ter tretjič zapored še leta 1941, tokrat zopet v Ljubljani, nasprotnika pa subotiški Palić in Varadžinsko ŠD. SK Ilirija je tako osvojila do izbruha druge svetovne vojne, od katerega klub ni več nikoli igral pod tem imenom, pet naslovov oz. tri dejansko na ledu.

### HK Udarnik
Ljubljanski hokejisti, ki so se po drugi svetovni vojni zopet zbrali in organizirali v hokejski klub, so si takrat nadeli ime HK Udarnik. Vendar pa državno prvenstvo v sezoni 1945/46 ni bilo odigrano zaradi pretoplega vremena. Na sporedu bi sicer moralo biti v začetku februarja 1946 v Zagrebu, poleg Ljubljančanov pa bi morali nastopiti še Mladost Zagreb, Spartak Subotica in Crvena zvezda.

### HK Triglav
Predvidoma koncem leta 1946 se ljubljansko moštvo preimenuje v HK Triglav in pod tem imenom nastopi na prvem povojnem prvenstvu, ki je bilo izvedeno v vikendu od 24. do 26. januarja 1947 v Ljubljani. Kot je takrat zapisal časopis, Ljubljančanom ni uspelo ubraniti (predvojnega) naslova, saj so zasedli drugo mesto za zagrebško Mladostjo.

### HK Enotnost
Že na naslednjem državnem prvenstvu, hokejisti iz ljubljanskega Tivolija nastopijo pod imenom Enotnost. Na prvenstvu, ki se je odvijalo koncem februarja 1948 in katerega se je udeležilo šest klubov, ponovno osvojijo drugo mesto, tokrat je bil v močnejši beograjski Partizan. Branilec naslova, zagrebška Mladost se prvenstva zaradi turneje po Češki, ni udeležila. Kot zanimivost, na tem prvenstvu ime Udarnik nosi moštvo iz Karlovca.

### HK Ljubljana
Na prvenstvu 1948/49, ki se je zadnji teden januarja 1949 odvijalo v Planici in Ljubljani, moštvo iz Tivolija nastopi pod imenom HK Ljubljana, katerega zadrži do začetka 60.-tih let. Ker Ljubljana ni premogla umetnega drsališča, ki bi omogočalo treninge, so Ljubljančani zaostajali in ves ta čas gledali v hrbet tekmecem iz Zagreba, Beograda ter Jesenic. Moštvo, razen v sezoni 1957/58 ko osvoji 2., zaseda končna 3. do 5. mesta v državnih prvenstvih.

### HK Olimpija Ljubljana
Leta 1962 se je HK Ljubljana pridružila Akademskem športnem društvu Olimpija, ki je bilo tedaj že dobro razvito, in prevzela tudi ime Olimpija, prvi predsednik je postal Hinko Miklavčič. V istem času so v hokejskem klubu resneje začeli z delom z mladimi hokejisti z vzpostavitvijo hokejske šole. Jozef Beniač in Vladimir Švejda sta najbolj zaslužna za razvoj številnih ljubljanskih hokejskih talentov v sledečih desetletjih. V letih 1968 jn 1969 je Milan Betetto s pomočjo mesta Ljubljane in nekaterih podjetij vodil akcijo 1000 drsalk za pomoč hokejski šoli.
Dobro delo z mladimi se je kmalu obrestovalo, saj je v sezoni 1971/72 Olimpija po tridesetih letih ponovno osvojila naslov jugoslovanskega državnega prvaka, nato pa še v sezonah 1973/74, 1974/75, 1975/76, 1979/80, 1980/81, 1982/83, 1983/84. Ob tem je v letih 1969, 1972 in 1975 osvojila še naslov jugoslovanskega pokalnega zmagovalca ter Alpski pokal leta 1972. Olimpija je v tem obdobju nastopala tudi v Pokalu evropskih prvakov, prvič v sezoni 1972/73. Štirikrat se je uspela uvrstiti v četrtfinale tekmovanja, kjer so jo izločili dvakrat ECH Düsseldorf, po enkrat pa Poldi Kladno in CSKA Moskva.

### HK Olimpija Kompas
Po letu 1980 se je dotedanji dolgoletni sponzor Žito začel umikati skupaj s Francom Puterletom, zato si je moral klub poiskati nove sponzorje. Za 1984/85 je postal nov sponzor Turistična agencija Kompas, klub je prvič dal ime sponzorja tudi v ime, HK Olimpija Kompas. Edina osvojena lovorika pod tem imenom je jugoslovanski pokal v sezoni 1987.

### HK Olimpija Hertz
Z začetkom slovenskega hokejskega prvenstva v 1991/92 je nov glavni sponzor kluba postalo podjetje Hertz. V prvih treh sezonah slovenske lige je Olimpija vselej izgubila končnico za naslov prvaka proti Jesenicam s 3:4, v sezoni 1994/95 pa se je začela dolgoletna prevlada Olimpije v slovenski ligi, pod imenom HK Olimpija Hertz pa štirje zaporedni naslovi slovenskega prvaka. V tem obdobju se je Olimpija tudi trikrat uvrstila v polfinale Pokala evropskih prvakov, v sezoni 1991/92 sta jo izločila Dinamo Moskva in SC Bern, v sezoni 1995/96 Petra Vsetin, v sezoni 1996/97 pa Lada Togliatti. Olimpija je v štirinajstih nastopih v tem tekmovanju na 49-ih tekmah dosegla štiriindvajset zmag, tri neodločene izide in dvaindvajset porazov z razmerjem v golih 220:196. V sezoni 1994/95 je Olimpija osvojila tretje mesto na turnirju Federation Cup v Hali Tivoli, ko je premagala HK Partizan Beograd z 12:0, izgubila pa proti klubu Salavat Julajev Ufa z 2:6.

### HDD ZM Olimpija
Leta 1998 se je podjetje Hertz umaknilo kot glavni sponzor, šele leta 2001 pa je klub pridobil novega, Zavarovalnico Maribor. Kljub temu je Olimpija nadaljevala s prevlado v slovenski ligi z osvojitvijo še šestih zaporednih naslovov prvaka do sezone 2004/05, ter nato še v sezoni 2006/07. Leto za Jesenicami, je v sezoni 2007/08 v Ligo EBEL vstopila tudi Olimpija, ki je po slabšem začetku presenetljivo osvojila drugo mesto po porazu v finalu z 2:4 v zmagah proti klubu Red Bull Salzburg.

### HDD Tilia Olimpija
Olimpija je v sezono 2008/09 vstopila z velikimi upi, da vsaj ponovi uspehe iz prejšnje sezone, ko so na koncu izgubili s 4:2 v finalu proti Salzburgu. Klub je dobil novega sponzorja, dotedanjega (Zavarovalnico Maribor) je zamenjala prav tako zavarovalniška družba Tilia. Poleg menjave celostne podobe je prišlo tudi do nekaj kadrovskih zamenjav. 
Vodstvo kluba je pripeljalo novega vratarja, najboljšega vratarja prejšnje sezone Alexa Westlunda je zamenjal Mike Morrison, ki je prišel z izkušnjami iz lige NHL za ekipe Edmonton, Ottawo in Phoenix. Trener je ostal Mike Posma, ki je v prejšnji sezoni preporodil ekipo in jo popeljal do finala lige EBEL. 
Prišli so nekateri obetavni mladi igralci, npr. Nejc Berlisk, Aleš Sila, Klemen Sodržnik, Anže Ropret in Matija Pintarič, iz hčerinske ekipe HD HS Olimpija je prišel Žiga Pance. Velika okrepitev je postal Frank Banham, ki je v prejšnji sezoni igral za Salzburg polovico sezone, a se nato sprl s trenerjem in odšel na Švedsko k ekipi Malmö IF Redhawks. Nazaj v Ljubljano se je vrnil Jurij Goličič, ki je v prejšnji sezoni kazal dobre predstave na Jesenicah. 
Klub je zapustil Alex Westlund, ki ni želel odkupiti predpogodbe z Linzem, ki jo je podpisal na polovici sezone, ko je bila Olimpija v veliki krizi. Predpogodbo z Linzem je podpisal tudi Kevin Mitchell, a jo je nato odkupil in podaljšal pogodbo z Olimpijo. Odšli so Jan Loboda, Domen Vedlin, Gregor Slak in Klemen Mohorič, ki so med prejšnjo sezono zelo malo igrali z izjemo Klemena Mohoriča, ki je zaigral v finalu proti Salzburgu po poškodbi Alexa Westlunda. Klub so zapustili tudi Dejan Kontrec, Brian Felsner, Jeremiah McCarthy in Jaka Avgustinčič. 
Kljub okrepitvam se je sezone za hokejiste Olimpije začela slabo. Že uvodna tekma proti Salzburgu, ki so jo na domačem ledu izgubili s 7:0, je nakazala nadaljnji potek sezone. Po sedmih krogih, ko je Olimpija zmagala le na tekmi z Jesenicami in prepričljivo zasedala zadnje mesto, je klub moral zapustiti trener Mike Posma. Na preizkušnjo je prišel Finec Jesse Niinimäki, ki pa po mnenju vodstva kluba ni pokazal dovolj kvalitetne igre, da bi z njim podpisali pogodbo. Posmo je nato zamenjal Kanadčan Randy Edmonds, ki je uspel stabilizirati rezultate in se približati mestom, ki vodijo v končnico (v 20. krogu je Olimpija že zasedala osmo mesto, ki vodi v končnico, a ga nato čez tri dni izgubila z domačim porazom 2:3 proti Innsbrucku), a je tudi njega pestila neučinkovitost ekipe in neprepričljivost vratarja Morrisona, ki je nato zaradi slabih predstav zapustil ekipo. Zamenjal ga je Finec Markus Korhonen, ki ga je že po dveh tekmah udarila poškodba predpone. Zamenjal ga je rezervni vratar Aleš Sila. V rednem delu lige se je izkazal Kanadčan Frank Banham, ki je po 29 krogih zasedal drugo mesto na lestvici najuspešnejših hokejistov lige, zadel je dvajsetkrat.

## Lovorike
- Liga EBEL
  - Naslov podprvaka: 1 (2007/08)

- Slovenska liga
  - Naslov prvaka: 15 (1994/95, 1995/96, 1996/97, 1997/98, 1998/99, 1999/00, 2000/01, 2001/02, 2002/03, 2003/04, 2006/07, 2011/12, 2012/13, 2013/14, 2015/16)
  - Naslov podprvaka: 10 (1991/92, 1992/93, 1993/94, 2004/05, 2007/08, 2008/09, 2009/10, 2010/11, 2014/15, 2016/17)

- Jugoslovanska liga
  - Naslov prvaka: 13 (1936/37, 1937/38, 1938/39, 1939/40, 1940/41, 1971/72, 1973/74, 1974/75, 1975/76, 1976/77, 1979/80, 1980/81, 1983/84)
  - Naslov podprvaka: 14 (1946/47, 1947/48, 1957/58, 1958/59, 1964/65, 1969/70, 1970/71, 1972/73, 1976/77, 1977/78, 1980/81, 1981/82, 1987/88, 1990/91)

- Jugoslovanska pokal
  - Pokalni naslov: 4 (1969, 1972, 1975, 1987)

- Mednarodna liga
  - Naslov prvaka: 2 (2000/01, 2001/02)

- Alpska liga
  - Naslov podprvaka: 1 (1996/97)

- Pokal konfederacij
  - Tretje mesto: 1 (1994/95)

- Karavanški pokal
  - Pokalni naslov: 4 (1973, 1974, 1975, 1979)

- Alpski pokal
  - Pokalni naslov: 1 (1972)

- Poletna liga Rudi Hiti
  - Pokalni naslov: (2000, 2002, 2004)

## Statistika

### Pokal evropskih prvakov
| Sezona  | Redni del | Redni del | Redni del | Redni del | Redni del | Redni del | Redni del | Redni del | Redni del | Končnica | Končnica | Končnica | Končnica | Končnica | Končnica | Končnica | Končnica | Uvrstitev   |
| Sezona  | T         | Z         | P         | PPP       | OZ        | DG:PG     | GR        | TOČ       | POZ       | T        | Z        | P        | PPP      | OZ       | DG:PG    | GR       | TOČ      | Uvrstitev   |
| ------- | --------- | --------- | --------- | --------- | --------- | --------- | --------- | --------- | --------- | -------- | -------- | -------- | -------- | -------- | -------- | -------- | -------- | ----------- |
| 1972/73 | 6         | 2         | 4         | 0         | 33,00%    | 21:21     | 0         | -         | -         |          |          |          |          |          |          |          | −        | Četrtfinale |
| 1974/75 | 4         | 2         | 2         | 0         | 50,00%    | 16:17     | -1        | -         | -         |          |          |          |          |          |          |          | −        | Drugi krog  |
| 1975/76 | 4         | 1         | 3         | 0         | 25,00%    | 8:15      | -7        | -         | -         |          |          |          |          |          |          |          | −        | Drugi krog  |
| 1976/77 | 4         | 3         | 1         | 0         | 75,00%    | 15:12     | +3        | -         | -         |          |          |          |          |          |          |          | −        | Tretji krog |
| 1979/80 | 4         | 2         | 2         | 0         | 50,00%    | 23:31     | -8        | -         | -         |          |          |          |          |          |          |          | −        | Drugi krog  |
| 1980/81 | 4         | 1         | 2         | 1         | 33,00%    | 13:21     | -8        | -         | -         |          |          |          |          |          |          |          | −        | Tretji krog |
| 1983/84 | 2         | 0         | 2         | 0         | 0,00%     | 10:13     | -3        | -         | -         |          |          |          |          |          |          |          | −        | Prvi krog   |
| 1984/85 | 4         | 2         | 2         | 0         | 50,00%    | 18:18     | 0         | -         | -         |          |          |          |          |          |          |          | −        | Drugi krog  |
| 1991/92 | 6         | 4         | 2         | 0         | 75,00%    | 23:12     | +11       | -         | -         |          |          |          |          |          |          |          | −        | Drugi krog  |
| 1995/96 | 6         | 4         | 2         | 0         | 75,00%    | 44:19     | +25       | -         | -         |          |          |          |          |          |          |          | −        | Drugi krog  |
| 1996/97 | 5         | 3         | 2         | 0         | 60,00%    | 22:17     | +5        | -         | -         |          |          |          |          |          |          |          | −        | Drugi krog  |
| Skupaj  | 49        | 24        | 24        | 1         | 50,00%    | 213:196   | +17       | -         | −         |          |          |          |          |          |          |          |          |             |

### Alpska liga
| Sezona  | Redni del | Redni del | Redni del | Redni del | Redni del | Redni del | Redni del | Redni del | Redni del | Končnica | Končnica | Končnica | Končnica | Končnica | Končnica | Končnica | Končnica | Uvrstitev            |
| Sezona  | T         | Z         | P         | PPP       | OZ        | DG:PG     | GR        | TOČ       | POZ       | T        | Z        | P        | PPP      | OZ       | DG:PG    | GR       | TOČ      | Uvrstitev            |
| ------- | --------- | --------- | --------- | --------- | --------- | --------- | --------- | --------- | --------- | -------- | -------- | -------- | -------- | -------- | -------- | -------- | -------- | -------------------- |
| 1991/92 | 4         | 2         | 2         | 0         | 33,00%    | 79:75     | +4        | 12        | 7         |          |          |          |          |          |          |          | −        | 7. mesto (skupina A) |
| 1995/96 | 10        | 7         | 3         | 0         | 70,00%    | 60:33     | +27       | 14        | 2         | 3        | 2        | 1        | 0        | 66,00%   | 9:7      | +2       | −        | 3. mesto             |
| 1996/97 | 40        | 21        | 13        | 6         | 61,76%    | 200:157   | +43       | 48        | 3         | 5        | 2        | 2        | 1        | 50,00%   | 19:21    | -2       | 4        | 2. mesto             |
| 1997/98 | 16        | 3         | 12        | 1         | 20,00%    | 38:84     | -46       | 7         | 7         |          |          |          |          |          |          |          | −        | 9. mesto             |
| 1998/99 | 30        | 16        | 14        | 2         | 53,33%    | 158:115   | +43       | 34        | 7         | 3        | 1        | 2        | 0        | 33,33%   | 7:11     | -4       | 2        | 7. mesto             |
| Skupaj  | 96        | 47        | 42        | 9         | 54,02%    | 377:349   | +28       | 103       | −         | 11       | 5        | 5        | 1        | 50,00%   | 35:49    | -14      | 6        |                      |

### Mednarodna liga
| Sezona  | Redni del | Redni del | Redni del | Redni del | Redni del | Redni del | Redni del | Redni del | Redni del | Končnica | Končnica | Končnica | Končnica | Končnica | Končnica | Končnica | Končnica | Uvrstitev   |
| Sezona  | T         | Z         | P         | PPP       | OZ        | DG:PG     | GR        | TOČ       | POZ       | T        | Z        | P        | PPP      | OZ       | DG:PG    | GR       | TOČ      | Uvrstitev   |
| ------- | --------- | --------- | --------- | --------- | --------- | --------- | --------- | --------- | --------- | -------- | -------- | -------- | -------- | -------- | -------- | -------- | -------- | ----------- |
| 1999/00 | 28        | 15        | 12        | 1         | 55,56%    | 103:121   | -18       | 31        | 4         | 4        | 2        | 2        | 0        | 50,00%   | 15:16    | -1       | −        | Polfinale   |
| 2000/01 | 16        | 13        | 2         | 1         | 86,66%    | 82:30     | +52       | 27        | 1         | 4        | 2        | 0        | 2        | 75%      | 22:11    | +11      | −        | 1. mesto    |
| 2001/02 | 14        | 9         | 4         | 1         | 69,23%    | 65:41     | +24       | 27        | 3         | 4        | 2        | 0        | 2        | 50%      | 14:12    | +2       | −        | 1. mesto    |
| 2002/03 | 16        | 12        | 4         | 0         | 75,00%    | 54:27     | +27       | 35        | 3         | 4        | 1        | 2        | 1        | 0,25%    | 9:15     | -6       | −        | 4. mesto    |
| 2003/04 | 16        | 8         | 6         | 2         | 53,33%    | 31:37     | +4        | 25        | 4         | 4        | 2        | 1        | 1        | 50,00%   | 11:11    | 0        | −        | Polfinale   |
| 2004/05 | 20        | 10        | 9         | 1         | 52,50%    | 53:71     | -18       | 25        | 5         | 2        | 0        | 2        | 0        | 0,00%    | 3:9      | -6       | −        | Četrtfinale |
| 2005/06 | 24        | 15        | 5         | 4         | 70,83%    | 81:46     | +35       | 47        | 2         | 5        | 3        | 2        | 0        | 60,00%   | 18:12    | +6       | −        | Polfinale   |
| 2006/07 | 16        | 10        | 3         | 3         | 71,88%    | 48:35     | +13       | 32        | 2         | 5        | 2        | 3        | 0        | 40,00%   | 9:9      | 0        | −        | Polfinale   |
| Skupaj  | 150       | 92        | 45        | 13        | 65,67%    | 517:408   | +119      | 249       | −         | 32       | 14       | 12       | 6        | 43,75%   | 101:95   | +6       | −        |             |

### Liga EBEL
| Sezona  | Redni del | Redni del | Redni del | Redni del | Redni del | Redni del | Redni del | Redni del | Redni del | Končnica | Končnica | Končnica | Končnica | Končnica | Končnica | Končnica | Končnica | Uvrstitev   |
| Sezona  | T         | Z         | P         | PPP       | OZ        | DG:PG     | GR        | TOČ       | POZ       | T        | Z        | P        | PPP      | OZ       | DG:PG    | GR       | TOČ      | Uvrstitev   |
| ------- | --------- | --------- | --------- | --------- | --------- | --------- | --------- | --------- | --------- | -------- | -------- | -------- | -------- | -------- | -------- | -------- | -------- | ----------- |
| 2007/08 | 42        | 22        | 16        | 4         | 57,14%    | 133:117   | +16       | 49        | 7         | 14       | 9        | 5        | 0        | 64,29%   | 34:37    | -3       | −        | Finale      |
| 2008/09 | 54        | 17        | 30        | 7         | 37,96%    | 131:200   | -69       | 41        | 10        | −        | −        | −        | −        | −        | −        | −        | −        | 10. mesto   |
| 2009/10 | 54        | 16        | 33        | 5         | 34,26%    | 141:211   | -70       | 37        | 10        | −        | −        | −        | −        | −        | −        | −        | −        | 10. mesto   |
| 2010/11 | 54        | 24        | 25        | 5         | 48,98%    | 165:197   | -32       | 53        | 7         | 5        | 1        | 2        | 2        | 20,00%   | 15:21    | -6       | −        | Četrtfinale |
| 2011/12 | 50        | 25        | 19        | 6         | 56,82%    | 157:158   | -1        | 54        | 6         | 11       | 5        | 5        | 1        | 45,46%   | 27:44    | -17      | −        | Polfinale   |
| 2012/13 | 54        | 25        | 25        | 4         | 50,00%    | 150:171   | -21       | 55        | 9         | −        | −        | −        | −        | −        | −        | −        | −        | 9. mesto    |
| 2013/14 | 54        | 13        | 38        | 3         | 25,49%    | 128:196   | -68       | 29        | 11        | −        | −        | −        | −        | −        | −        | −        | −        | 11. mesto   |
| 2014/15 | 54        | 17        | 25        | 2         | 32,69%    | 106:178   | -72       | 36        | 12        | −        | −        | −        | −        | −        | −        | −        | −        | 12. mesto   |
| 2015/16 | 54        | 10        | 40        | 4         | 20,00%    | 99:212    | -113      | 25        | 12        | −        | −        | −        | −        | −        | −        | −        | −        | 12. mesto   |
| Skupaj  | 416       | 145       | 226       | 35        | 38,06%    | 1045:1443 | -398      | 171       | −         | 30       | 15       | 12       | 3        | 50,00%   | 76:102   | -26      | −        |             |

## Trenerji in kapetani in znameniti igralci

### Trenerji
| - Viktor Vodišek (1932 - 1940?) - ? (1946 - 1961/62) - Zbyněk Kuna (1962/63 - ?) - Miroslav Kluc (1970/71 - 1974/75) - ? (1975/76 - 1983/84) - Janez Petač (1984/85) - ? (1985/86 - 1988/89) - Nikolaj Ladigin (1989/90) - Aleksander Astašev (1990/91) - Štefan Seme (1991/92) | - Peter Janoš (1992/93) - Brad Buetow (1993/94) - Pavle Kavčič (1994/95 - 1996/97) - Matjaž Sekelj (1997/98 - 1998/99) - Bud Stefanski (1998/99) - Matjaž Sekelj (1999/00) - Marjan Gorenc (2000/01 - 2001/02) - Chris Imes (2002/03) - Matjaž Sekelj (2003/04 - 2004/05) - Andrej Brodnik (2005/06) | - Ildar Rahmatuljin (2006/07 - 2007/08) - Mike Posma (2007/08 - 2008/09) - Randy Edmonds (2008/09) - Dany Gelinas (2008/09) - Hannu Järvenpää (2009/10 - 2011/12) - Heikki Mälkiä (2012/13) - Bojan Zajc (2012/13 - 2013/14) - Ivo Jan (2013/14) - Fabian Dahlem (2014/15 - 2015/16) - Bojan Zajc (2015/16 - danes) |

### Kapetani
| - Srdan Kuret (1988/89 - 1990/91) - Igor Beribak (1991/92 - 2001/02) - Peter Rožič (2002/03) - Ildar Rahmatuljin (2003/04) | - Damjan Dervarič (2004/05) - Mitja Šivic (2005/06) - Robert Ciglenečki (2006/07) - Tomaž Vnuk (2007/08 - 2009/10) | - Kevin Mitchell (2009/10) - Jurij Goličič (2009/10) - Žiga Pance (2010/11 - 2011-12) - Aleš Mušič (2011-12 - danes) |

### Znameniti igralci
Glej tudi Kategorija:Hokejisti HK Olimpija.
Upokojene številke
- 24 - Tomaž Vnuk

Slovenski igralci
| - Ernest Aljančič starejši - Jaka Avgustinčič - Igor Beribak - Andrej Brodnik - Tone Gale - Marjan Gorenc - Rudi Hiti - Ivo Jan | - Dejan Kontrec - Robert Kristan - Jan Muršak - Aleš Mušič - Boris Pajič - Gregor Polončič - Peter Rožič | - Mitja Šivic - Edo Terglav - Toni Tišlar - Jure Vnuk - Tomaž Vnuk - Bojan Zajc - Nik Zupančič |

Igralci iz lige NHL
| - Steve Bozek - Frank Banham - Travis Brigley - Chris Corrinet - Alain Côté - Kimbi Daniels - Todd Elik - Brian Felsner - Kari Haakana - David Haas - Len Hachborn - Burke Henry - Yves Heroux | - Matt Higgins - Kim Issel - John Jakopin - Ryan Jardine - Ed Kastelic - Steve Kelly - Jason Lafreniere - Lonnie Loach - Shane MacEachern - Brian MacLellan - Manny Malhotra - Norm Maracle | - Bill McDougall - Mike Morrison - Pat Murray - Kraig Nienhuis - Colin Patterson - Matt Pettinger - Jean-Francois Quintin - Rémi Royer - Neil Sheehy - John Smrke - Mike Tomlak - Brian Willsie |

Ostali tuji igralci
| - Mike Barrie - Kenny Corupe - Irek Gimajev - Kelly Glowa - John Hughes (hokejist, rojen 1988) - Chris Imes - Ralph Intranuovo - Trevor Jobe - Greg Kužnik - Miloš Kupec - Nikolaj Ladigin | - Jean-Philippe Lamoureux - Cory Laylin - Jeremiah McCarthy - Scott Moore - Kevin Mitchell - Jim Nesich - Jens Nielsen - Pasi Petriläinen - Harlan Pratt - Mihail Presnjakov - Ildar Rahmatuljin | - Stanley Reddick - Aleksander Rožkov - Kevin Ryan - Tommi Satosaari - James Smith - Valerij Šahraj - Vladimír Veith - Mike Vukonich - Alex Westlund - Brendan Yarema |